# Майордомо, Гастон
Огюстен (Гастон) Майордомо (фр. Augustin (Gaston) Mayordomo; 16 января 1923, Гренобль — 23 июля 2005, Валанс) — французский легкоатлет, выступавший в беге на средние дистанции. Участник летних Олимпийских игр 1948 года.

## Биография
Гастон Майордомо родился 16 января 1923 года во французском городе Гренобль.
Выступал в легкоатлетических соревнованиях за «Ла-Вульт».
В 1948 году вошёл в состав сборной Франции на летних Олимпийских играх в Лондоне. В беге на 800 метров в четвертьфинале занял 4-е место с результатом 1 минута 55,7 секунды, в полуфинале также стал 4-м, показав результат 1.54,3 и уступив 1,4 секунды попавшему в полуфинал с 3-го места Бобу Чамберсу из США. Также был заявлен в эстафете 4х400 метров, но не вышел на старт.
Умер 23 июля 2005 года во французском городе Валанс.

## Личный рекорд
- Бег на 800 метров — 1.53,1 (1948)[1]